# Snabba cash (film)
Snabba cash är en svensk långfilm regisserad av Daniel Espinosa. Filmen är baserad på Jens Lapidus bästsäljande roman med samma namn och hade premiär 15 januari 2010.

## Handling
Johan "JW" Westlund kommer från blygsam bakgrund men låtsas vara en bratkille. Han lever ett dubbelliv som stekare på de hetaste inneställena på Stureplan och kör svarttaxi för att finansiera sina dyra vanor samtidigt som han studerar ekonomi på Handelshögskolan. När han förälskar sig i överklasstjejen Sophie lockas han in en värld av organiserad brottslighet. Jorge gör en osannolik rymning från fängelset och är på flykt från både polisen och den serbiska maffian. Hans plan är att göra en sista kokainleverans och sedan lämna landet för gott. Mrado är en brutal underboss inom den serbiska maffian och är i konflikt med huvudbossen Radovan. Han får i uppdrag att hitta Jorge, men tvingas samtidigt ta hand om sin 8-åriga dotter, Lovisa.

## Om filmen
Den 20 januari 2010 bekräftade producenten Fredrik Wikström att filmen får två uppföljare: Jens Lapidus böcker Aldrig fucka upp och Livet deluxe. Från början var det planerat att Espinosa även skulle regissera uppföljarna men i april 2011 stod det klart att det istället blev Babak Najafi som skulle ta sig an projektet.

## Rollista
- Joel Kinnaman - Johan "JW" Westlund
- Matias Varela - Jorge Salinas Barrio
- Dragomir Mrsic - Mrado Slovovic
- Lisa Henni - Sophie
- Lea Stojanov - Lovisa Slovovic
- Mahmut Suvakci - Abdulkarim
- Joel Spira - Nippe
- Dejan Cukic - Radovan Krajnic
- Miodrag Stojanovic - Nenad
- Annika Ryberg Whittembury - Paola Salinas Barrio
- Christian Hillborg - Jetset-Carl
- Fares Fares - Mahmut
- Monica Albornoz - Jorges mor
- Dag Malmberg - Sophies far
- Christopher Wagelin - Andreas
- Tone Helly-Hansen - Sophies mor
- Jones Danko - Fahdi
- Camilo Alanis - Carlos
- Jan Waldekranz - Carls far